# Distretto di Dowa
Il distretto di Dowa (Dowa District) è uno dei ventotto distretti del Malawi, e uno dei nove distretti appartenenti alla Regione Centrale. Copre un'area di 3041 km² e ha una popolazione complessiva di 411.387 persone. La capitale del distretto è Dowa. 